# Hallingdalselva
Die Hallingdalselva (offizieller Name: Hallingdalselve) ist ein Fluss im norwegischen Fylke Buskerud. Der Fluss hat eine Länge von 220 km (Gesamtlänge mit Quellflüssen und Snarumselva) und ein Einzugsgebiet von 4.587 km². Die Hallingdalselva ist der Hauptfluss im Flusssystem Hallingdalsvassdraget.

## Verlauf
Der Fluss hat seinen Ursprung in der Hardangervidda. Die Usta aus dem See Ustevatn und die Holselva aus dem See Strandavatnet vereinigen sich westlich des Sees Strandfjorden zur Hallingdalselva. Diese durchfließt zuerst den Strandfjorden, fließt anschließend in nordöstlicher Richtung nach Gol, wendet sich anschließend nach Südosten und fließt durch das Tal Hallingdal. Südlich von Nesbyen hat der Fluss einige seiner breitesten Passagen. Der Brommafjorden ist einer dieser Flussabschnitte. Die Hallingdalselva mündet in den See Krøderen bei Gulsvik. Nach dem Abfluss aus dem Krøderen wird der Fluss dann Snarumselva genannt. Schließlich vereinigt sich der Fluss mit der Drammenselva, um dann bei Drammen in den Skagerrak zu münden.
Eine Reihe von Flüssen münden in die Hallingdalselva. Dazu zählen die Votna, Lya, Hemsil, Todøla und Rukkedøla. Oberhalb von Gol befindet sich das größte Gefälle des Flusses. Die Kommune Oslo betreibt dort einige Wasserkraftwerke.